# Setalimorphus
Setalimorphus is een geslacht van kevers uit de familie van de loopkevers (Carabidae). De wetenschappelijke naam van het geslacht is voor het eerst geldig gepubliceerd in 1895 door Sloane.

## Soorten
Het geslacht Setalimorphus omvat de volgende soorten:
- Setalimorphus punctiventris Sloane, 1895
- Setalimorphus regularis Sloane, 1910